# Palata N°6
Palata N°6 (russisk: Палата № 6) er en russisk spillefilm fra 2009 af Aleksandr Gornovskij og Karen Sjakhnazarov.

## Medvirkende
- Vladimir Ilin som Ragin
- Aleksej Vertkov som Gromov
- Aleksandr Pankratov-Tjornyj som Mikhail Averjanovitj
- Jevgenij Stytjkin som Khobotov
- Viktor Solovjov som Nikita